# Sihaborgoan Dalan
Sihaborgoan Dalan is een bestuurslaag in het regentschap Padang Lawas van de provincie Noord-Sumatra, Indonesië. Sihaborgoan Dalan telt 244 inwoners (volkstelling 2010).